# Södermalm

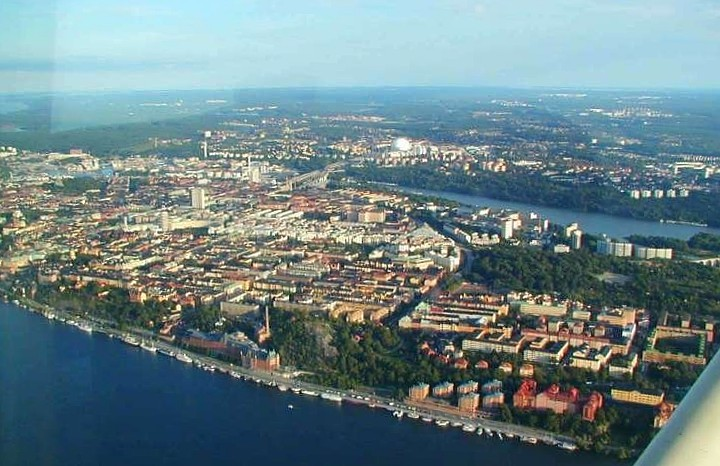
Widok na Södermalm (2001)

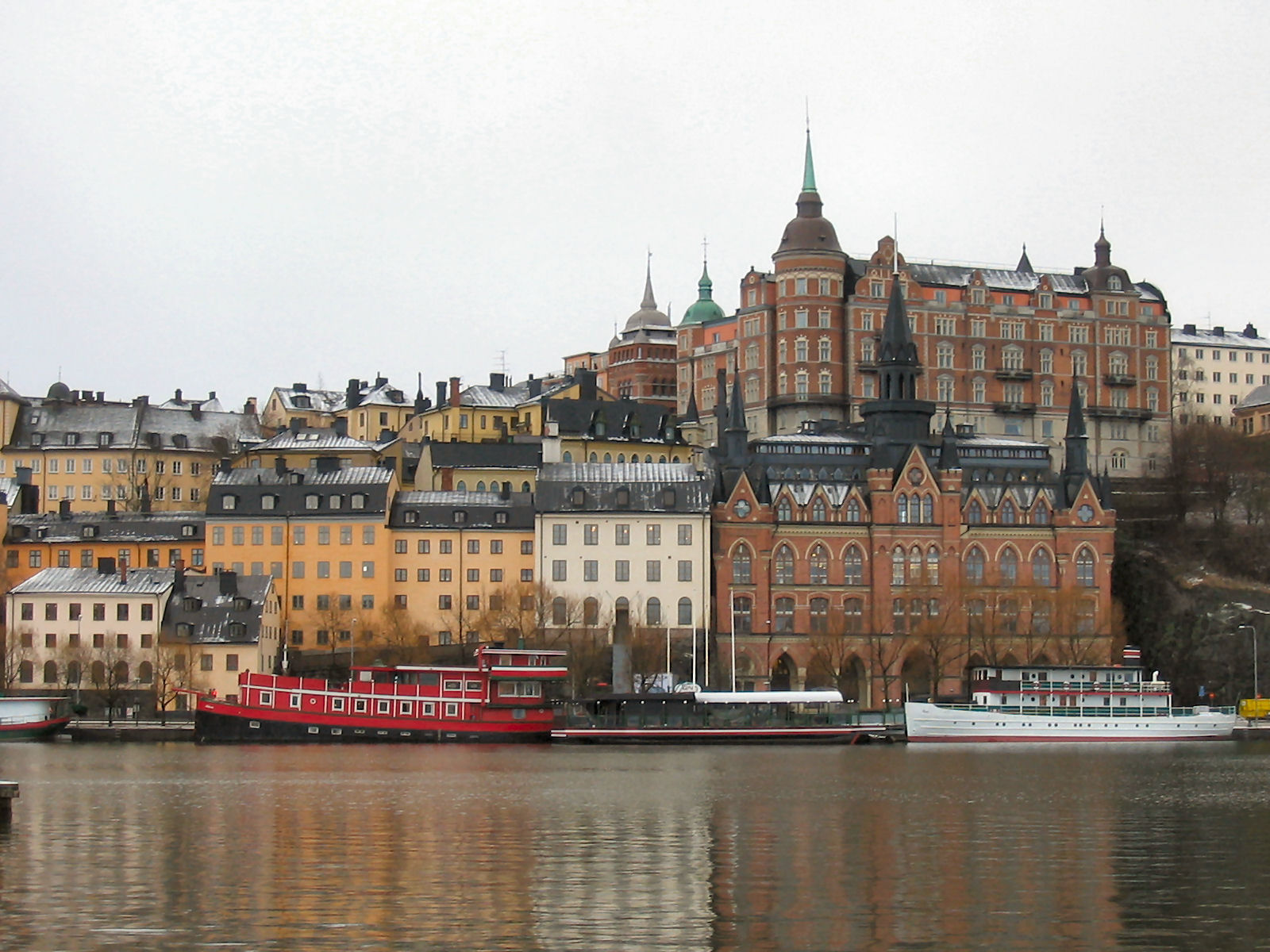
Północny brzeg Södermalmu, widziany z Riddarholmen

Södermalm – część (dawniej dzielnica) Sztokholmu położona w południowej części centrum miasta.
Powierzchnia Södermalmu wynosi 5,71 km², w 2004 roku zamieszkiwało ją 96 549 osób.
Administracyjnie Södermalm wraz z Gamla Stan, Riddarholmen, Långholmen, Reimersholme i Hammarby Sjöstad tworzą dzielnicę Södermalms stadsdelsområde.

## Geografia
Södermalm leży w południowej części centrum Sztokholmu.
Ograniczony jest od północy przez jezioro Melar, i zatokę Saltsjön.
Na północ od Södermalmu leży Gamla Stan (Stare Miasto), na zachód znajdują się wyspy Långholmen i Reimersholme.
Zwykle uważa się Södermalm za wyspę, lecz od południowej strony oddzielony jest od stałego lądu jedynie kanałem.
Północne wybrzeże ma charakter urwisk, o wysokości 25–35 metrów.
W północno-wschodniej części znajdują się wzgórza Katarinaberget o wysokości 46 metrów nad poziomem morza i Fåfängan – 40 m n.p.m.
Centralna i południowa część Södermalmu położona jest na wysokości 15–25 m n.p.m., z wyjątkiem kilku wzgórz, między innymi Åsöberget (37 m n.p.m.) i Vita Bergen (46 m n.p.m.).

## Historia

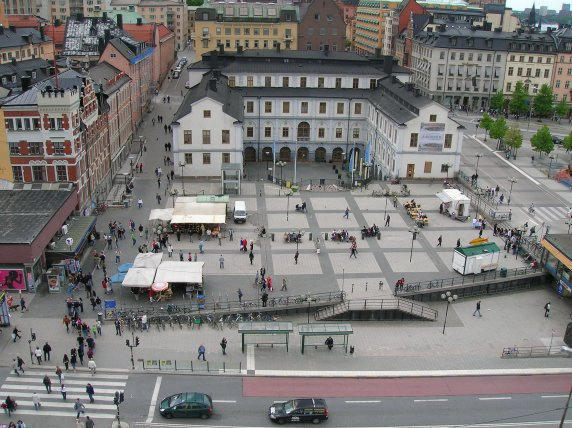
Okolice Slussen, widok z Katarinahissen

Nazwa Suthraemalm pojawiła się po raz pierwszy 17 czerwca 1288 w liście biskupa Strängnäs Anunda (Jonssona).
W XIV w. zbudowana zostaje pierwsza kaplica, na miejscu której znajduje się obecnie kościół Marii Magdaleny. 
W XVII w. zaczęły pojawiać się zabudowania miejskie – początkowo domy robotników i letnie domy bogatych rodzin, a
w XVIII w. pierwsze większe budynki, początkowo na północnym wybrzeżu.
W okresie industrializacji w XIX w. Södermalm szybko rozrasta się i stopniowo nabiera robotniczego charakteru, który utrzymuje się aż do lat 70. XX w. W tym czasie dzielnica nie cieszyła się dobrą reputacją.
Pod koniec XX w. nastąpiła szybka gentryfikacja i w czasach współczesnych (początek XXI w.) Södermalm uważany jest za jedną z droższych i modniejszych dzielnic Sztokholmu.